# Liga Mundial de Voleibol de 1999
La Liga Mundial de Voleibol de 1999, la décima edición  del torneo anual de voleibol masculino, jugado por 12 selecciones de países desde 28 de mayo al 17 de julio. La Ronda Final se compitió  en Mar del Plata, Argentina.

## Composición de grupos
| Grupo A                        | Grupo B                           | Grupo C                         |
| ------------------------------ | --------------------------------- | ------------------------------- |
| Australia Italia Polonia Rusia | Brasil Canadá España Países Bajos | Argentina Cuba Francia Portugal |

## Ronda intercontinental

### Grupo A
| Equipo    | PJ | PG | PP | SG | SP | Pts |
| --------- | -- | -- | -- | -- | -- | --- |
| Rusia     | 12 | 10 | 2  | 32 | 14 | 22  |
| Italia    | 12 | 9  | 3  | 31 | 14 | 21  |
| Polonia   | 12 | 5  | 7  | 21 | 25 | 17  |
| Australia | 12 | 0  | 12 | 5  | 36 | 12  |

### Grupo B
| Equipo       | PJ | PG | PP | SG | SP | Pts |
| ------------ | -- | -- | -- | -- | -- | --- |
| Brasil       | 12 | 10 | 2  | 34 | 14 | 22  |
| España       | 12 | 7  | 5  | 26 | 23 | 19  |
| Canadá       | 12 | 5  | 7  | 19 | 25 | 17  |
| Países Bajos | 12 | 2  | 10 | 15 | 32 | 14  |

### Grupo C
| Equipo    | PJ | PG | PP | SG | SP | Pts |
| --------- | -- | -- | -- | -- | -- | --- |
| Cuba      | 12 | 11 | 1  | 33 | 15 | 23  |
| Francia   | 12 | 5  | 7  | 25 | 26 | 17  |
| Argentina | 12 | 4  | 8  | 22 | 26 | 16  |
| Portugal  | 12 | 4  | 8  | 17 | 30 | 16  |

## Ronda final
- Local:  Polideportivo Islas Malvinas, Mar del Plata,  Argentina

### Juego de grupos

#### Grupo D
| Pos | Equipo | Pts | PG | PP | SG | SP |
| --- | ------ | --- | -- | -- | -- | -- |
| 1   | Rusia  | 4   | 2  | 0  | 6  | 4  |
| 2   | Cuba   | 3   | 1  | 1  | 5  | 3  |
| 3   | España | 2   | 0  | 2  | 2  | 6  |

| Fecha | Juego | Juego | Juego  | Parciales | Parciales | Parciales | Parciales | Parciales |
| Fecha | Juego | Juego | Juego  | 1         | 2         | 3         | 4         | 5         |
| ----- | ----- | ----- | ------ | --------- | --------- | --------- | --------- | --------- |
| 12/07 | Cuba  | 3-0   | España | 25-17     | 25-19     | 25-17     | -         | -         |
| 13/07 | Rusia | 3-2   | Cuba   | 25-23     | 16-25     | 25-20     | 23-25     | 15-11     |
| 14/07 | Rusia | 3-2   | España | 25-17     | 24-26     | 26-28     | 25-20     | 15-12     |

#### Grupo E
| Pos | Equipo    | Pts | PG | PP | SG | SP |
| --- | --------- | --- | -- | -- | -- | -- |
| 1   | Brasil    | 4   | 2  | 0  | 6  | 2  |
| 2   | Italia    | 3   | 1  | 1  | 5  | 4  |
| 3   | Argentina | 2   | 0  | 2  | 1  | 6  |

| Fecha | Juego  | Juego | Juego     | Parciales | Parciales | Parciales | Parciales | Parciales |
| Fecha | Juego  | Juego | Juego     | 1         | 2         | 3         | 4         | 5         |
| ----- | ------ | ----- | --------- | --------- | --------- | --------- | --------- | --------- |
| 12/07 | Brasil | 3-0   | Argentina | 25-18     | 25-15     | 25-19     | -         | -         |
| 13/07 | Brasil | 3-2   | Italia    | 18-25     | 25-22     | 25-20     | 18-25     | 15-13     |
| 14/07 | Italia | 3-1   | Argentina | 25-22     | 25-18     | 18-25     | 25-23     | -         |

#### Semifinales
| Fecha | Juego  | Juego | Juego  | Parciales | Parciales | Parciales | Parciales | Parciales |
| Fecha | Juego  | Juego | Juego  | 1         | 2         | 3         | 4         | 5         |
| ----- | ------ | ----- | ------ | --------- | --------- | --------- | --------- | --------- |
| 16/07 | Cuba   | 3-0   | Brasil | 25-20     | 27-25     | 25-19     | -         | -         |
| 16/07 | Italia | 3-1   | Rusia  | 18-25     | 25-19     | 26-24     | 25-20     | -         |

#### Partido por el tercer lugar
| Fecha | Juego  | Juego | Juego | Parciales | Parciales | Parciales | Parciales | Parciales |
| Fecha | Juego  | Juego | Juego | 1         | 2         | 3         | 4         | 5         |
| ----- | ------ | ----- | ----- | --------- | --------- | --------- | --------- | --------- |
| 17/07 | Brasil | 3-1   | Rusia | 17-25     | 25-23     | 25-20     | 25-19     | -         |

#### Final
| Fecha | Juego  | Juego | Juego | Parciales | Parciales | Parciales | Parciales | Parciales |
| Fecha | Juego  | Juego | Juego | 1         | 2         | 3         | 4         | 5         |
| ----- | ------ | ----- | ----- | --------- | --------- | --------- | --------- | --------- |
| 17/07 | Italia | 3-1   | Cuba  | 25-21     | 23-25     | 25-19     | 26-24     | -         |

## Cuadro Final
| Rank | Team         |
| ---- | ------------ |
| 1    | Italia       |
| 2    | Cuba         |
| 3    | Brasil       |
| 4    | Rusia        |
| 5    | España       |
| 6    | Argentina    |
| 7    | Francia      |
| 8    | Canadá       |
| 8    | Polonia      |
| 10   | Australia    |
| 10   | Países Bajos |
| 10   | Portugal     |

## Premios
- Mejor Jugador
  - Osvaldo Hernández,  Cuba
- Anotador mejor
  - Douglas Chiarotti,  Brasil
- Mejor Libero
  - Mirko Corsano,  Italia
- Mejor Bloqueador
  - Pavel Pimienta,  Cuba
- Mejor Setter
  - Raúl Diago,  Cuba
- Mejor Servidor
  - Luigi Mastrangelo,  Italia
- Mejor Recibidor
  - Enrique de la Fuente,  España